# Tom-Jelte Slagter
Tom-Jelte Slagter (Groninga, 1º luglio 1989) è un ex ciclista su strada olandese.
Professionista dal 2011 al 2020, in carriera ha vinto il Tour Down Under 2013 e due tappe alla Parigi-Nizza 2014.

## Carriera
Nel 2009, tra gli juniores, conclude al secondo posto nella classifica generale del Tour de Moselle. Nel 2010 viene messo sotto contratto dal team Rabobank Continental: durante la stagione coglie quattro successi, tra cui il titolo nazionale in linea Under-23, e conclude al quarto posto nel prestigioso Tour de l'Avenir.
Passa professionista all'inizio del 2011 tra le file del ProTeam Rabobank: quell'anno prende parte al Giro d'Italia – una brutta caduta nella quinta tappa gli precluderà però il proseguimento della corsa – e alla Vuelta a España. Nel 2012 partecipa nuovamente al Giro d'Italia e si classifica quinto al Grand Prix Cycliste de Québec, gara World Tour. Viene inoltre convocato in Nazionale per la prova in linea Elite dei campionati del mondo di Valkenburg (conclude 56º).
Apre il suo 2013, con la maglia della nuova Blanco (ex Rabobank), aggiudicandosi una frazione e la classifica finale del Tour Down Under, corsa a tappe australiana valida come primo evento World Tour stagionale. Durante l'anno ottiene anche un terzo posto di tappa al Critérium du Dauphiné, il sesto posto ai campionati nazionali in linea e il settimo al Grand Prix Cycliste de Québec. Al termine della stagione passa tra le file della squadra statunitense Garmin-Sharp.
Nella primavera del 2014 ottiene numerosi risultati di rilievo: vince infatti due tappe alla Parigi-Nizza, si classifica poi secondo al Gran Premio Miguel Indurain, quinto alla Freccia Vallone e sesto alla Liegi-Bastogne-Liegi (due delle tre classiche delle Ardenne). In luglio partecipa quindi al suo primo Tour de France, concludendolo in 56ª posizione. Per il 2015 viene confermato nella Cannondale-Garmin.
Il 14 novembre 2020 annuncia il proprio ritiro dal ciclismo per dedicarsi interamente alla vendita di trattori della John Deere. Slagter ha dichiarato di aver cominciato per caso quando è stato escluso, un po' a sorpresa, dal Tour de France, e si è avvicinato ad un rivenditore di trattori che gli ha proposto un'offerta di lavoro; "Il ciclismo è stata una parte importante della mia vita, ma non è mai stata tutta la mia vita" conclude l'ex ciclista.

## Palmarès
- 2010 (Rabobank Continental Team, due vittorie)

2ª tappa Circuit des Ardennes (Rimogne > Signy-le-Petit)
Campionati olandesi, Prova in linea Under-23
- 2013 (Blanco Pro Cycling Team, due vittorie)

3ª tappa Tour Down Under (Unley > Stirling)
Classifica generale Tour Down Under
- 2014 (Garmin-Sharp, due vittorie)

4ª tappa Parigi-Nizza (Châtel-Guyon > Belleville)
7ª tappa Parigi-Nizza (Mougins > Biot)
- 2015 (Cannondale-Garmin, due vittorie)

3ª tappa Tour of Alberta (Grande Cache > Miette Hot Spring)
4ª tappa Tour of Alberta (Jasper > Marmot Basin)
- 2016 (Cannondale, una vittoria)

1ª tappa Tour du Haut-Var (Le Cannet-des-Maures > Bagnols-en-Forêt)
- 2017 (Cannondale-Drapac, una vittoria)

2ª tappa Österreich-Rundfahrt (Wieselburg > Pöggstall)

### Altri successi
- 2010 (Rabobank Continental, due vittorie)

Skandis Grand Prix
Het van Voerendaal
- 2013 (Blanco Pro Cycling Team)

Classifica giovani Tour Down Under
Classifica scalatori Tour of Alberta

## Piazzamenti

### Grandi Giri
- Giro d'Italia

2011: ritirato (5ª tappa)
2012: 30º
2015: 76º
2017: 77º
- Tour de France

2014: 56º
2016: 82º
2018: 59º
- Vuelta a España

2011: 75º

### Classiche monumento
- Milano-Sanremo

2013: ritirato
2014: 105º
2016: 14º
2019: 51º
- Liegi-Bastogne-Liegi

2013: 34º
2014: 6º
2015: 44º
2016: ritirato
2017: 45º
2018: 30º
2019: 43º
- Giro di Lombardia

2011: 52º
2012: ritirato
2013: 46º
2014: 93º
2015: 13º
2016: ritirato
2017: ritirato
2019: ritirato

### Competizioni mondiali
- Campionati del mondo

Melbourne 2010 - In linea Under-23: 35º
Limburgo 2012 - In linea Elite: 56º
Toscana 2013 - In linea Elite: ritirato
Ponferrada 2014 - In linea Elite: ritirato